# Ricardo Flores Magón, Tonalá
Ricardo Flores Magón är en ort i Mexiko.   Den ligger i kommunen Tonalá och delstaten Chiapas, i den sydöstra delen av landet, 700 km sydost om huvudstaden Mexico City. Ricardo Flores Magón ligger 34 meter över havet och antalet invånare är 215.
Terrängen runt Ricardo Flores Magón är varierad. Runt Ricardo Flores Magón är det ganska glesbefolkat, med 28 invånare per kvadratkilometer. Närmaste större samhälle är Tres Picos, 10,2 km nordväst om Ricardo Flores Magón. Omgivningarna runt Ricardo Flores Magón är en mosaik av jordbruksmark och naturlig växtlighet.